# Dystrykt Kirenia (Cypr Północny)
Dystrykt Kirenia (tur. Girne İlçesi) – jednostka podziału administracyjnego Tureckiej Republiki Cypru Północnego. Stolicą jest Kirenia. W 2006 dystrykt zamieszkiwały 57 902 osoby. 
Zgodnie z prawem Republiki Cypru obszar północnocypryjskiego dystryktu Kirenia wchodzi w skład cypryjskiego dystryktu Kirenia.